# 长苞绒毛山蚂蝗
长苞绒毛山蚂蝗（学名：Desmodium velutinum var. longibracteatum）为豆科山蚂蝗属下的一个变种。

## 扩展阅读
- 維基物種上的相關：长苞绒毛山蚂蝗